# 半音音階

Chromatic scale: every key of one octave on the piano keyboard

半音音阶（Chromatic Scale）或半音阶是指有12个不同音高順序排列的音阶，每两个音之间差半个音。
學理上半音音阶為了表現音樂的特性而有了三種不同的記譜方式：
1. 和聲半音階
為了配合調性和聲基本的三和絃結構變化，音階上全音之間插入的變化音在上行與下行時都以降低上方音為主，唯獨第四、第五音之間升高第四度音。以C大調為例，其半音階記譜如下：

C - Db - D - Eb - E - F - F# - G - Ab - A - Bb - B - C - B - Bb - A - Ab - G - F# - F - E - Eb - D - Db - C
2. 任意半音階
調性和聲發展到七和絃的全面運用，必須考慮七和絃結構上的變化，所以其半音階的記譜也跟著配合改變。上行時插入的變化音是低音的升高音；下行時則為高的音的降低音，另外，不管上下行的第四、第五度音之間，必須升高第四度音；第六、第七度音之間降低第七度音。以C大調為例，其半音階記譜如下：

C - C# - D - D# - E - F - F# - G - G# - A - Bb - B - C - B - Bb - A - Ab - G - F# - F - E - Eb - D - Db - C
3. 近代半音階
音樂發展直到後來已跳脫調性的束縛，尤其近代調性的淡化，音階也產生了變化。如上面的譜例，已簡化成：
上行（Ascending）音階主要用升音記號（#）；下行音階（Descending）主要用降音記號（b）。
任何一個音高上均可建立半音音阶，做出該調的半音階。
註：半音階的記譜是因和聲的演化而來，調性的七聲音階只分大小調，而小調的音階還分成自然小音階（古式小音階）、和聲小音階（變化小音階）、旋律小音階及現代小音階。其中和聲小音階（變化小音階）在大小調性的基礎上，被視為是大調變化而來的，因此上述各個半音階的構成都建立在大調的基礎上。

## 延伸閲讀
- Hewitt, Michael. 2013. Musical Scales of the World. The Note Tree. ISBN 978-0957547001

## 外部連結
- The Chromatic Scale arranged for guitar in several fingerings. (Formatted for easy printing)（页面存档备份，存于）
- The 12 golden notes of music（页面存档备份，存于）
- Chromatic Scale - Analysis（页面存档备份，存于）

template:Scales
template:Twelve-tone technique